# ТАП Португал
ТАП Португал (порт. TAP Portugal; TAP је скраћеница од Transportes Aéreos Portugueses — „Португалски аеро-транспорт“) је национална авио-компанија Португала, са седиштем у Лисабону. Одржава редовне летове у Европи, Африци, Северној, централној и Јужној Америци. Чланица је савеза авио-компанија Стар алајанс.

## Историја
Основна је 14. марта 1945. године, а са летовима је почела 19. септембра 1946. Први лет био је од Лисабона до Мадрида авионом типа Даглас DC-3, а тадашње име компаније било је Transportes Aéreos Portugueses (скраћено TAP; „Португалски аеро-транспорт“). Исте године, 31. децембра, почела је своју линију Linha Aérea Imperial, то је био лет са дванаест међуслетања, између осталог и у градовима као што су Луанда и Мапуту.
Већ 1947. године, започела је прву домаћу линију Лисабон–Порто, а линија за Сао Томе и Лондон су отворене 1949. године.
После 1953. године, постала је приватна авио-компанија и увела је линије до Тангера и Казабланкае.
Након 18 година летења, 19. јуна 1964, број превезених путника се попео на милион. Недуго затим, 1969. године, компанија уводи летове до Њујорка, Санта Марије и Азорских острва. Следеће године увела је и летове до Бостона. ТАП поново постаје јавна корпорација 1975. године, и мења име у ТАП ер Португал у марту 1979. године.
ТАП је током седамдесетих година 20. века наручила Боинг 747 авионе, који су заменили старе авионе типа Боинг 707. Ти џамбо-џетови су убрзо замењени за Локид L-1011 Трајстар и Ербас А310. До краја деведесетих, ТАП је почела да шири флоту продајом старих авиона Боинг 727 и Боинг 737, и куповином нових типа Ербас А319, А320 и А321. И авиони Локид L-1011 Трајстар су касније продати и замењени за Ербас А340. Од тада је ТАП авио-компанија чија је флота састављена искључиво од Ербас авиона.
У Фебруару 2005. године, ТАП ер Португал (енгл. TAP Air Portugal) је променила име у ТАП Португал (енгл. TAP Portugal). Такође 2005. године, постала је шеснаеста чланица савеза авио-компанија Стар алајанс. ТАП запошљава 9.750 радника.

## Редовне линије
Видите: Редовне линије ТАП Португала

## Флота
Следеће табела састоји основне подаци о флоти ТАП Португала (стање од октобра 2015):
| Авион             | Укупно            | Седиште (Пословна/Економска) | Дестинације                     | Напомене                              |
| ----------------- | ----------------- | ---------------------------- | ------------------------------- | ------------------------------------- |
| Ербас А319-100    | 21                | 132 (30/102)                 | Домаћи, Европа и Алжир          |                                       |
| Ербас А320-200    | 19                | 168 (18/150)                 | Домаћи и Европа                 |                                       |
| Ербас А320нео     | 15 поруџбина      | —                            | Домаћи и Европа                 |                                       |
| Ербас А321-200    | 3                 | 204 (20/174)                 | Домаћи и Европа                 |                                       |
| Ербас А321нео     | 24 поруџбине      | —                            | Домаћи и Европа                 | Укључује и варијанту са већим долетом |
| Ербас А330-200    | 14 (1 поруџбина)  | 263 (24/239)                 | Северна и Јужна Америка         |                                       |
| Ербас А330-900нео | 14 поруџбина      | —                            |                                 | Замена поруџбине за А350              |
| Ербас А340-300    | 4                 | 268 (36/232)                 | Африка, Јужна и Северна Америка | Замениће га А330-900нео               |
| ATR 42-600        | 2                 | 46                           |                                 |                                       |
| Ембраер ЕРЏ 145   | 8                 | 45 (6/39)                    |                                 |                                       |
| Фокер 100         | 6                 | 97 (8/89)                    |                                 |                                       |
| Укупно            | 77 (54 поруџбине) |                              |                                 |                                       |

## Код Шер Партнери
ТАП Португал садржи код шер спорузуме са следеће авио-компаније:
| - Бритиш Мидланд ервејз - ЕгипатЕр - Ејгијан ерлајнс - Ер Ван - Ју-Ес ервејз - Јукрејн интернашонал ерлајнс - Јунајтед ерлајнс - Кроација ерлајнс - ЛАМ Мозамбик ерлајнс - ЛОТ Полиш ерлајнс | - Луфтханза - Ол нипон ервејз - Остријан ерлајнс - САТА интернашонал - Свис интернашонал ер лајнс - Спанер - ТАКВ - ТАМ ерлајнс - Тај ервејз интернашонал - Теркиш ерлајнс |